# Ле-Пельрен
Ле-Пельрен (фр. Le Pellerin) — коммуна на западе Франции, находится в регионе Пеи-де-ла-Луар, департамент Атлантическая Луара, округ Нант, кантон Сен-Бревен-ле-Пен. Расположена в 20 км к юго-западу от Нанта, в 14 км от автомагистрали E3 (N844), на левом берегу реки Луара.
Население (2017) — 5 100 человек.

## История
В X веке Пельрен — в то время несколько рыбацких хижин — был разорен викингами во время их набега на нижнюю Луару. В XI веке нантский епископ Кириак передал территорию Пельрена монахам аббатства Мармутье из Турени. На протяжении всего Средневековья и Нового времени Пельрен был рыбацким портом. 
В революционный период — в это время она называлась Пор-Брютюс — коммуна стала местом ожесточенных столкновений между республиканскими и роялистскими войсками. В ходе этих боев старая церковь была частично разрушена. В XIX веке в поселке были построены верфи, на которых проводился ремонт судов.
В конце XIX века строительство канала Ла-Мариньер вдоль Луары приводит к притоку нескольких сотен рабочих, которые способствуют изменению социального состава населения Пельрена.
В период между двумя войнами Ле-Пельрен был местом отдыха для жителей Нанта, которые приезжали сюда, чтобы прогуляться вдоль реки и канала. Во время отступления германской армии в 1944 году оккупационные силы потопили несколько судов на Луаре, чтобы помешать морскому движению в порт Нант. Мачты самого крупного из них, норвежского корабля Антарктис, до сих пор возвышаются над рекой у соседней коммуны Сен-Жан-де-Буазо. Работы, продолжавшиеся до 1951 года, были направлены на спасение судов, которые не слишком пострадали, и, прежде всего, на очищение главного фарватера реки, чтобы обеспечить движение между Нантом и Сен-Назером. 
С 1976 по 1979 год Ле-Пельрен был ареной многочисленных, иногда насильственных, протестов против строительства атомной электростанции в коммунах Ле-Пельрен и Шекс-ан-Ре. В итоге проект будет прекращен в 1983 году, затем была попытка возродить его в коммуне Фросе, вновь безуспешно, после чего проект был окончательно закрыт в 1997 году.

## Достопримечательности
- Неоготическая церковь Нотр-Дам середины XIX века, построенная на месте сгоревшей в 1793 году средневековой церкви
- Традиционная для рыбацких поселков XIX века застройка в центре коммуны

## Экономика
Структура занятости населения:
- сельское хозяйство — 0,9 %
- промышленность — 3,9 %
- строительство — 9,3 %
- торговля, транспорт и сфера услуг — 41,6 %
- государственные и муниципальные службы — 44,3 %

Уровень безработицы (2017 год) — 12,0 % (Франция в целом — 13,4 %, департамент Атлантическая Луара — 11,6 %). 

Среднегодовой доход на 1 человека, евро (2017 год) — 21 280 (Франция в целом — 21 110, департамент Атлантическая Луара — 21 910).

## Демография
Динамика численности населения, чел.

## Администрация
Пост мэра Ле-Пельрена с 2020 года занимает Франсуа Брийо де Ложардьер (François Brillaud de Laujardière). На муниципальных выборах 2020 года возглавляемый им центристский блок победил во 2-м туре, получив 42,43 % голосов (опередив «зеленый» блок на 3 голоса).
| Период | Период | Фамилия                    | Партия                  | Примечания                                          |
| ------ | ------ | -------------------------- | ----------------------- | --------------------------------------------------- |
| 1974   | 1983   | Гастон Вийен               |                         | врач                                                |
| 1983   | 1989   | Поль Мезоннёв              |                         |                                                     |
| 1989   | 1995   | Рене Гийу                  | Социалистическая партия |                                                     |
| 1995   | 2008   | Даниэль Мориссон           | Социалистическая партия | техник-химик, член Генерального совета департамента |
| 2008   | 2014   | Валери Деманжо             | Социалистическая партия |                                                     |
| 2014   | 2018   | Бенжамен Мориваль          | Разные правые           | инспектор-контролер                                 |
| 2018   | 2020   | Патрик Гавуйер             | Разные правые           | юрист                                               |
| 2020   |        | Франсуа Брийо де Ложардьер | Разные центристы        |                                                     |

## Города-побратимы
- Норт Ферриби, Великобритания